# 国家艺术奖章

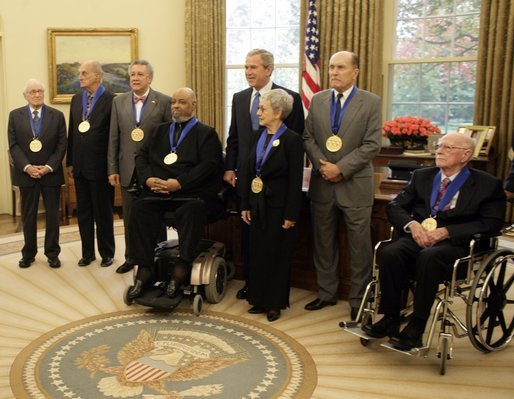
美国总统乔治·W·布什与几位 2005年国家艺术奖章获得者合影

国家艺术奖章（National Medal of Art）是美国国会于1984年设立的一个奖项，旨在表彰艺术家和艺术赞助人，是美国政府授予艺术家和艺术赞助人的最高荣誉。该奖章的提名首先由国家艺术基金会旗下的国家艺术委员会（National Council on the Arts）筛选，然后再提交给白宫，最后由美国总统颁奖。